# Moșcene, Haivoron
Moșcene (în ucraineană Мощене) este o comună în raionul Haivoron, regiunea Kirovohrad, Ucraina, formată numai din satul de reședință.

## Demografie
Componența lingvistică a comunei Moșcene
     Ucraineană (98,32%)
     Română (1,32%)
     Alte limbi (0,36%)
Conform recensământului din 2001, majoritatea populației comunei Moșcene era vorbitoare de ucraineană (98,32%), existând în minoritate și vorbitori de română (1,32%).